# Lackovce
Lackovce és un poble i municipi d'Eslovàquia. Es troba a la regió de Prešov, al nord del país. La primera referència escrita de la vila data del 1317.

## Demografia
| Godina             | 1994 | 2004 | 2014    | 2024    |
| ------------------ | ---- | ---- | ------- | ------- |
| Nombre de persones | 0    | 578  | 702     | 927     |
| Diferència         |      | –    | +21,45% | +32,05% |

| Godina             | 2023 | 2024   |
| ------------------ | ---- | ------ |
| Nombre de persones | 901  | 927    |
| Diferència         |      | +2,88% |